# والشلبن
والشلبن (به آلمانی: Walschleben) یک شهر در آلمان است که در سومردا واقع شده‌است. والشلبن ۱٬۸۳۹ نفر جمعیت دارد.